# Slashers (filme)
Slashers (em japonês:  スラッシャーズ, ou Surasshāzu) é um filme de terror e comédia produzido no Canadá, dirigido por Maurice Devereaux e lançado em 2001.